# Werner Scheer
Werner Emil Hermann Scheer (* 6. Juni 1893 in Vechta; † 27. August 1976 in Büdingen) war ein deutscher Marineoffizier, zuletzt Konteradmiral im Zweiten Weltkrieg.

## Leben
Scheer trat mit der Crew 12 in die Kaiserliche Marine ein und wurde zum Seeoffizier ausgebildet. Bei Beginn des Ersten Weltkriegs trat er seinen Dienst auf dem Linienschiff Zähringen an. Im November 1915 wurde er zu einer mobilen Funkstation in Kurland versetzt. Nach einem U-Boot-Lehrgang im Dezember/Januar 1916/17 wurde er Wachoffizier auf dem U-Boot U 30. Im November 1917 wechselte er in gleicher Funktion auf UB-85, das im April 1918 durch ein britisches Schiff in der irischen See versenkt wurde. Die Besatzung überlebte und Scheer kam bis Kriegsende in britische Gefangenschaft.
Nach der Rückkehr nach Deutschland im November 1918 wurde Scheer bei der Marinekommandantur Kiel zur Verfügung gestellt. Im Januar 1920 schloss er sich der Marine-Brigade von Loewenfeld an. Nach deren Auflösung im Mai 1920 diente er bei der Schiffsstammdivision Ostsee und beim Stab des Befehlshabers der Landstreitkräfte der Ostsee. Von Januar 1921 bis September 1923 war er Wachoffizier und Divisionsoffizier auf dem Linienschiff Hannover. Anschließend wurde Scheer Referent bei der Schiffsstammdivision Ostsee. Im Oktober 1924 wurde er Wachoffizier auf dem Linienschiff Hessen. Im September 1925 wurde er Kommandant des Minensuchboots M 113.
Von September 1927 bis September 1929 war Scheer 4. Admiralstabsoffizier im Flottenkommando, anschließend bis September 1932 Chef der 1. Minensuch-Halbflottille. Danach diente er in der Marineleitung, zunächst bis September 1933 bei deren Chef, danach als Referent in der Ausbildungsleitung und der Haushaltsabteilung. Im Oktober 1935 wechselte Scheer zum Führer der U-Boote in den Stab und war von Dezember 1935 bis Mai 1936 als Korvettenkapitän zugleich Kommandant von U 10. Im September wurde Scheer, nunmehr als Fregattenkapitän Chef der U-Boot-Flottille Saltzwedel. Durch einen Unfall im Juli 1937 fiel er für längere Zeit aus. Nach seiner Genesung wurde er im April 1938 Kommandeur der U-Bootschule.
Im Oktober 1939 wechselte Scheer als Chef der Haushaltsabteilung in das Oberkommando der Marine. Im Februar 1941 wurde er Stabsoffizier beim Stabe in der Kriegsmarinewerft Wilhelmshaven und im September 1941 unter Beförderung zum Konteradmiral deren Chef des Stabes. Im Dezember 1942 wurde Scheer Kommandant des Kriegsmarinearsenals Toulon und gleichzeitig Chef des Deutschen Marinekommandos Toulon. Im September 1943 kehrte er in das Oberkommando der Marine zurück, wo er kurzzeitig Chef des Sonderstabes für Unterkunftswesen, anschließend Amtsgruppenchef OKM/K III war. Im November wurde er Kommandeur des Wehrbezirkskommandos Essen I und geriet dort im April 1945 in amerikanische Gefangenschaft.
Nach der Entlassung im März 1947 arbeitete er noch eine kurze Zeit beim Amt für Vermögenskontrolle in Büdingen und in Gießen. Nach seinem Tode wurde er in Büdingen beigesetzt.